# Château de Long
Le château de Long est une propriété privée ouverte à la visite qui se situe à Long dans le département de la Somme, entre Abbeville et Amiens.

## Historique
À l'origine était construite à cet endroit une petite forteresse médiévale comme au Catelet, destinées à contrôler le passage sur la Somme.
Le château de Long, la « Folie de Buissy », a été construit dans la première moitié du XVIIIe siècle par Honoré-Charles de Buissy, seigneur de Long et autres lieux, époux de Thérèse Geneviève Ravot d’Ombreval. L'architecte Charles-Étienne Briseux (inspiré de la planche 45 de son propre recueil d'architecture : L’Art de bâtir les maisons de campagne (2 vols., 1743)) en a dressé les plans. À la mort du père, en 1762, son fils Pierre de Buissy continua l'œuvre paternelle en faisant décorer le château. Jean-Baptiste Huet en décora les boiseries dont certaines, démontées pour être vendues aux États-Unis, furent rachetées par Gérard de Berny qui les installa dans son hôtel particulier d'Amiens, l'actuel Musée de l'Hôtel de Berny.
En 1871, le château est acheté par Octave de Rouvroy (1828-1882), qui avait épousé Marie de Chabenat de Bonneuil (1831-1918). Les armes qui ornent aujourd'hui encore la façade du château sont d'ailleurs celles de la famille de Rouvroy : « de sable à la croix d'argent chargée de cinq coquilles de gueule », accompagnées de celle de la famille de Chabenat de Bonneuil «  d'argent à la fasce en devises de gueules, soutenues de trois pensées au naturel, tigées et feuillées de sinople, deux et une; au chef d'azur chargé d'un soleil d'or ». Au décès de son père, c'est son fils aîné, René de Rouvroy (1863-1946), encore mineur et n'ayant pas terminé ses études, qui hérite du château et de son parc. En 1894, il épouse Hélène de Francqueville d'Abancourt dont la famille est originaire du Cambrésis. La fortune de sa femme, jointe à la sienne, permet au couple de subvenir à la lourde charge du château et à l'entretien du domaine jusqu'en 1914. Mais M. et Mme de Rouvroy tirent une partie importante de leurs revenus des terres qu'ils possèdent dans les régions de Lille et de Cambrai et la Première Guerre mondiale en 1914 va les priver de ces principaux revenus.
En 1916, la famille de Rouvroy doit vendre le château au comte Gaétan de Panévinon de Marsat (1856-1922). À son décès, c'est sa fille Françoise (1895-1977), qui deviendra en 1927 par mariage comtesse de Méhérence de Saint-Pierre, qui en hérite. Elle n'habitera jamais le château, qui sera abandonné dans les années trente. 
Laissé à l'abandon, le château délabré fut racheté en 1964 par l'industriel Roger Van Glabeke qui le restaura et obtint le grand prix Chefs-d'œuvre en péril.

## Caractéristiques
Le château de Long est situé sur une terrasse dominant la Somme canalisée et ses étangs. C'est un élégant bâtiment construit en brique rose et pierre blanche. Le corps de logis à deux étages et toit mansardé est rythmé par trois avant-corps à pans latéraux qui possèdent un décor sculpté. Quatre consoles sont ornées de bouquets supportant la toiture. La clé de la porte principale est ornée d'un masque symbolisant la force. La façade orientale moins décorée offre une disposition comparable.

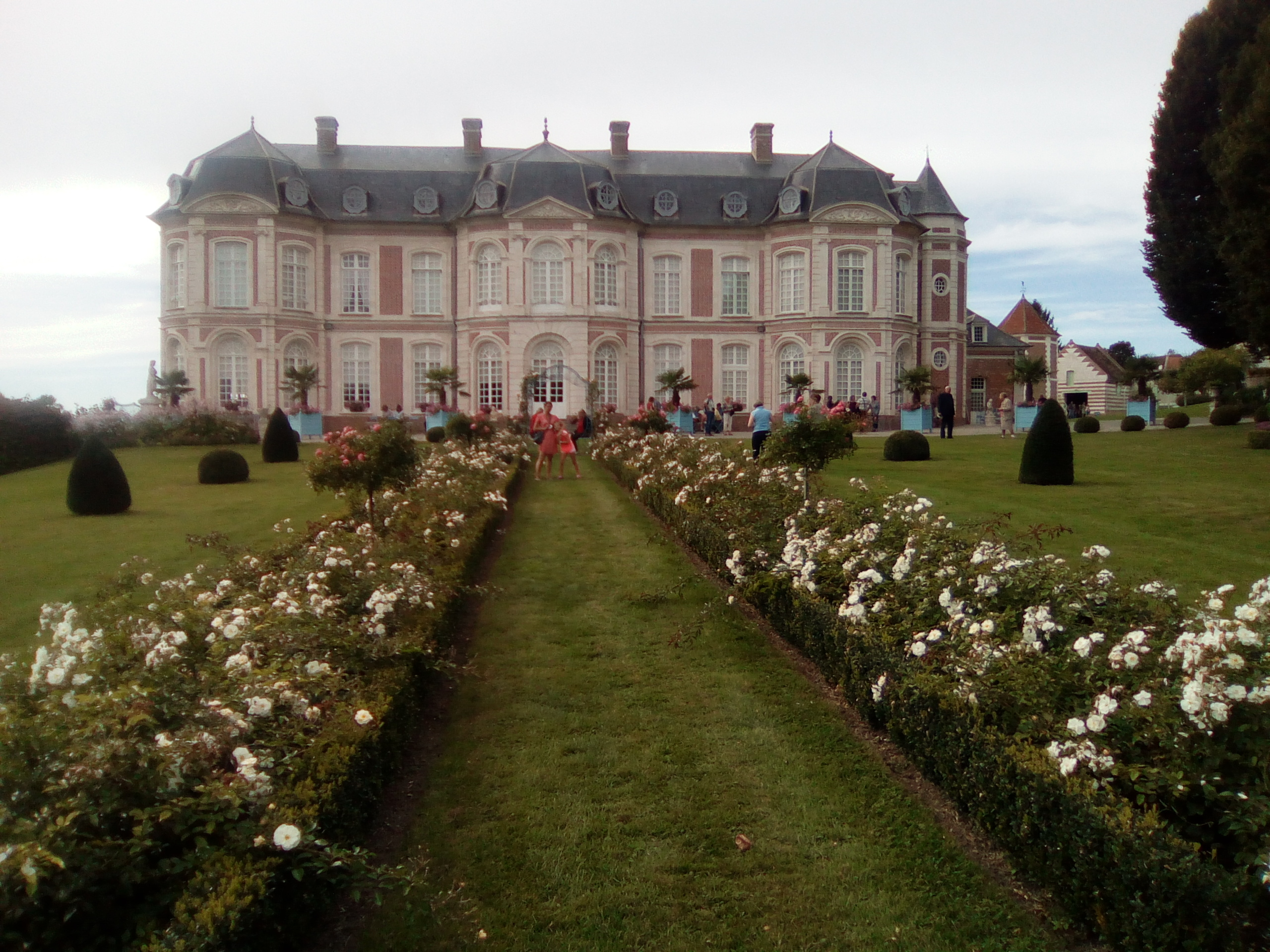
Façade arrière (est).
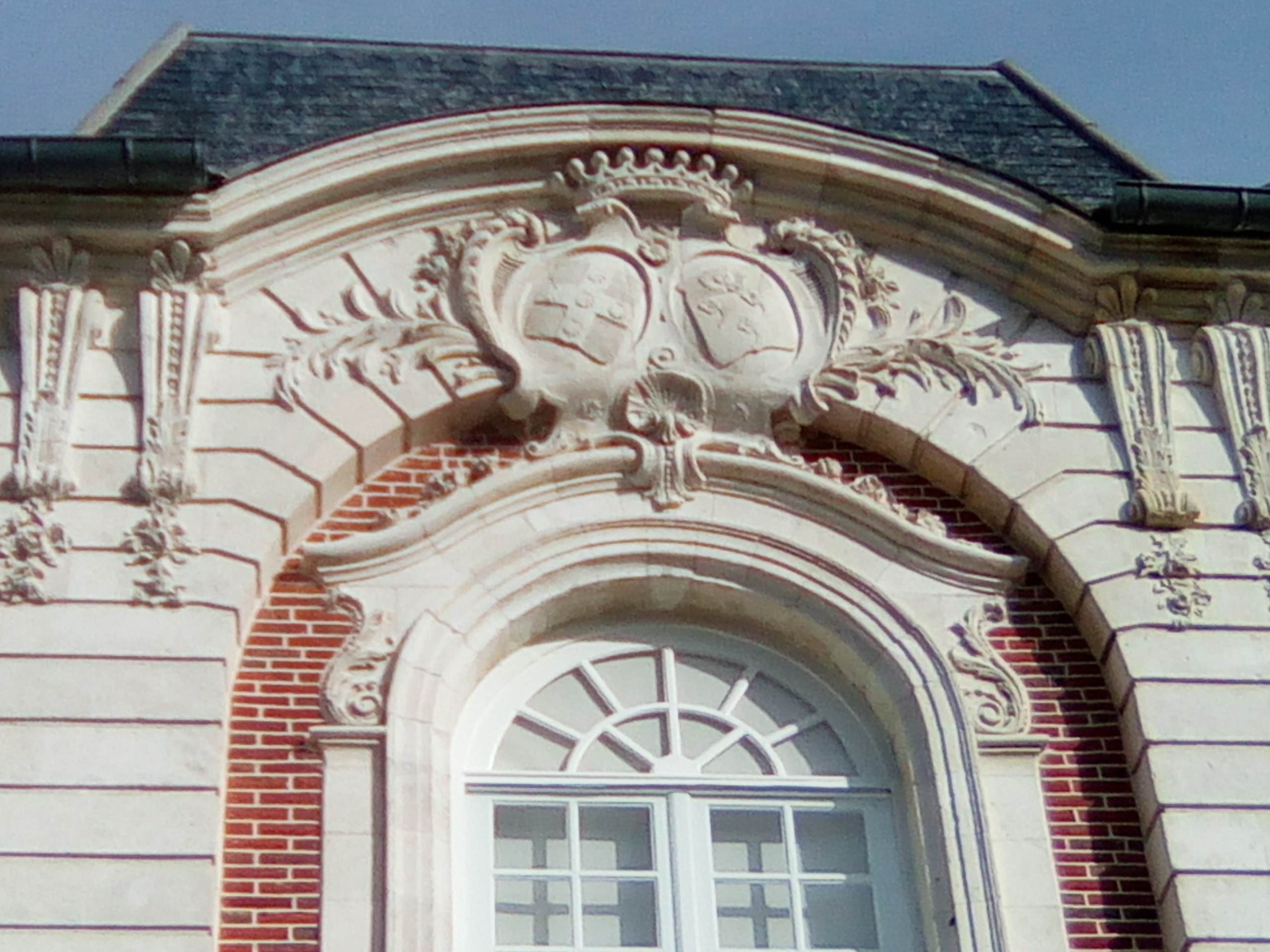
Armes sur le fronton d'entrée (ouest).

## Le parc
Le parc de 20 hectares est composé d'une pelouse avec arbustes taillés à la française, agrémentée de statues, d'un lavoir, de serres construites à la fin du XIXe siècle dont l'une présente des rosiers, des clématites..., tandis que l'on peut voir dans l'autre des bougainvilliers, des lauriers roses, des citronniers, des canas, des agapanthes...
Un étang de 6 ha et un bois de 4 ha complètent le parc.

### Les communs
Les communs érigés près du château sont constitués d'un long bâtiment encadré de deux pavillons reliés au corps central. La porte monumentale à arc surbaissé est encadrée d’un appareillage à refends surmonté d’un fronton triangulaire.

### Le colombier
Un colombier octogonal du XVIIIe siècle en brique et pierre avec chaînes d'angle harpées en pierre est encore visible de nos jours.